# Salamandra lanzai
La salamandra di Lanza (Salamandra lanzai Nascetti, Andreone, Capula & Bullini, 1988), è un anfibio urodelo della famiglia Salamandridae. Il nome della specie è un omaggio all'erpetologo fiorentino Benedetto Lanza.

## Descrizione
È di color nero liquirizia. In passato è stata confusa con la Salamandra atra, diffusa nelle Alpi Orientali, da cui si distingue per caratteri morfologici e genetici. Tra i caratteri morfologici ricordiamo una maggiore lunghezza, la testa più larga e appiattita, la coda arrotondata sulla punta. Le dimensioni vanno da 12 a 20 cm.

## Distribuzione e habitat
Endemica delle Alpi Cozie, si trova in particolare sul massiccio del Monviso, in val Germanasca, valle Po, val Pellice nella valle del Guil tra i 1200 e i 2600 metri di altitudine in boschi misti di latifoglie o conifere e praterie.
La scoperta e la descrizione di questa salamandra alpina alla fine degli anni ottanta fu uno degli eventi di maggior interesse per la zoologia italiana. La presenza di salamandre nere o alpine in diverse vallate attorno al Monviso era, di fatto, nota fin dal XIX secolo, ai tempi di Lorenzo Camerano e di Michele Lessona (zoologi all'Università di Torino), ma nessuno aveva compreso quanto quelle grosse salamandre lucide e nere fossero distinte dalle consorelle dell'arco alpino orientale (Salamandra atra). Furono poi due altri erpetologi, Franco Andreone e Massimo Capula, con la collaborazione di due genetisti (Giuseppe Nascetti e Luciano Bullini) a evidenziare queste differenze e a descrivere la specie. Da allora molte ricerche sono state condotte su Salamandra lanzai, che, a buon titolo, rappresenta un vero simbolo per gli endemismi delle Alpi Cozie.
Da allora la sua presenza è stata confermata sul versante francese, mentre in Italia, oltre che nelle testate delle valli Po, Germanasca e Pellice, è stata recentemente trovata in alta Val Sangone.

## Biologia
Si tratta di un anfibio di alta montagna (al di sopra dei 1200 m), caratterizzato da viviparità e da un tasso di riproduzione molto ridotto (1-6 piccoli partoriti ogni 3 anni), nonché da una spiccata sensibilità alle alterazioni ambientali. Per tali ragioni la specie è oggetto di particolare attenzione del mondo della conservazione, negli ultimi anni molto attento al generale declino degli anfibi.

## Conservazione
S. lanzai è classificata dalla IUCN Red List come specie in pericolo critico.

In territorio italiano le popolazioni di questo anfibio si sono sensibilmente ridotte per via degli interventi antropici. Si ricordano in proposito i lavori in alveo in alta Val Germanasca, che hanno comportato la scomparsa del 50% della popolazione di salamandre, oppure i drastici interventi nella Conca del Pra (Val Pellice), trasformata da luogo di grande interesse naturalistico in un esteso ghiaieto, ostile non solo per la sopravvivenza della salamandra di Lanza, ma anche per gran parte della restante fauna.